# Constantinos Makrides
Constantinos Makrides, född 13 januari 1982, är en cypriotisk före detta fotbollsspelare.
Makrides spelar senast för Apollon Limassol.